# Hotel Villa Select

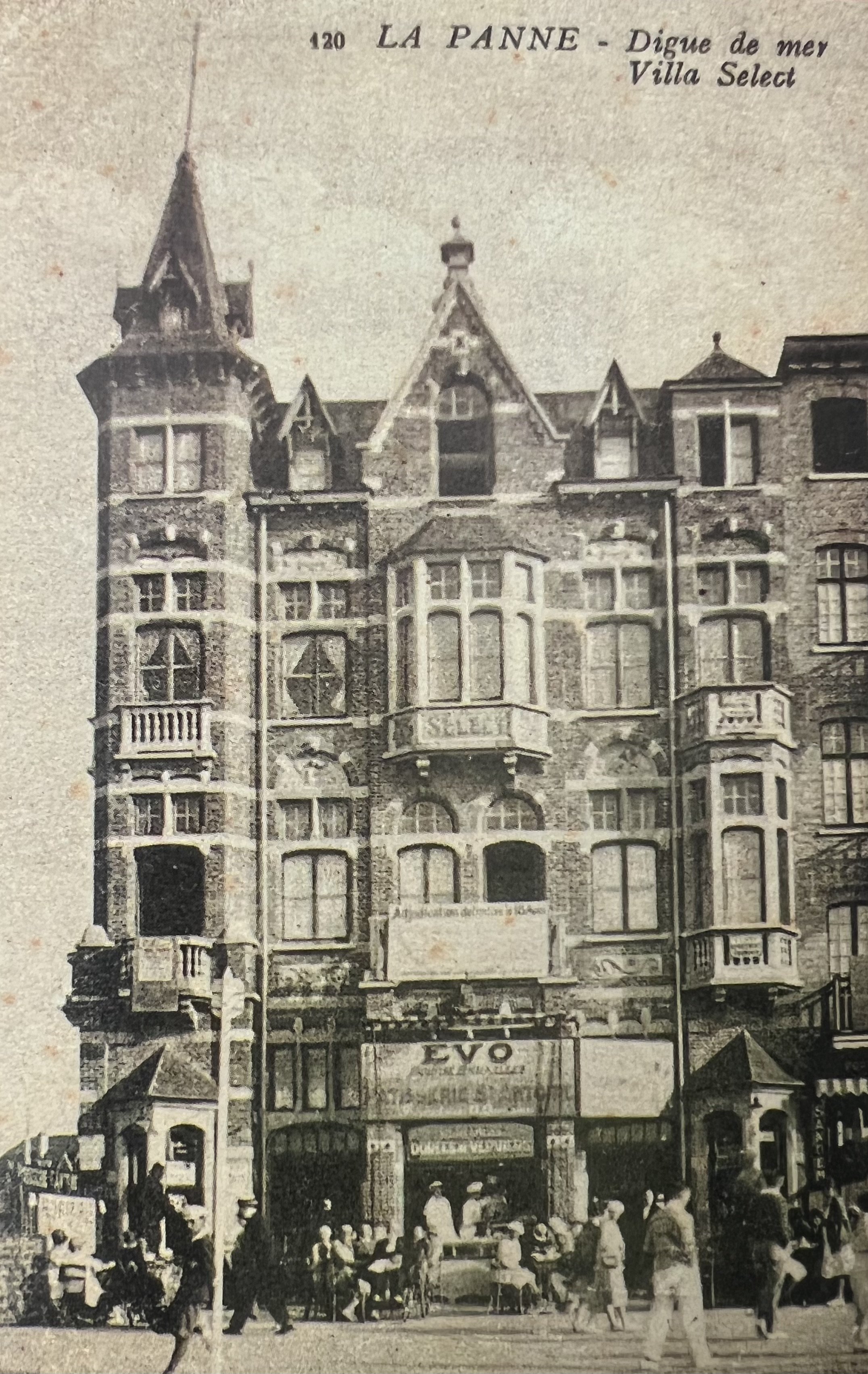

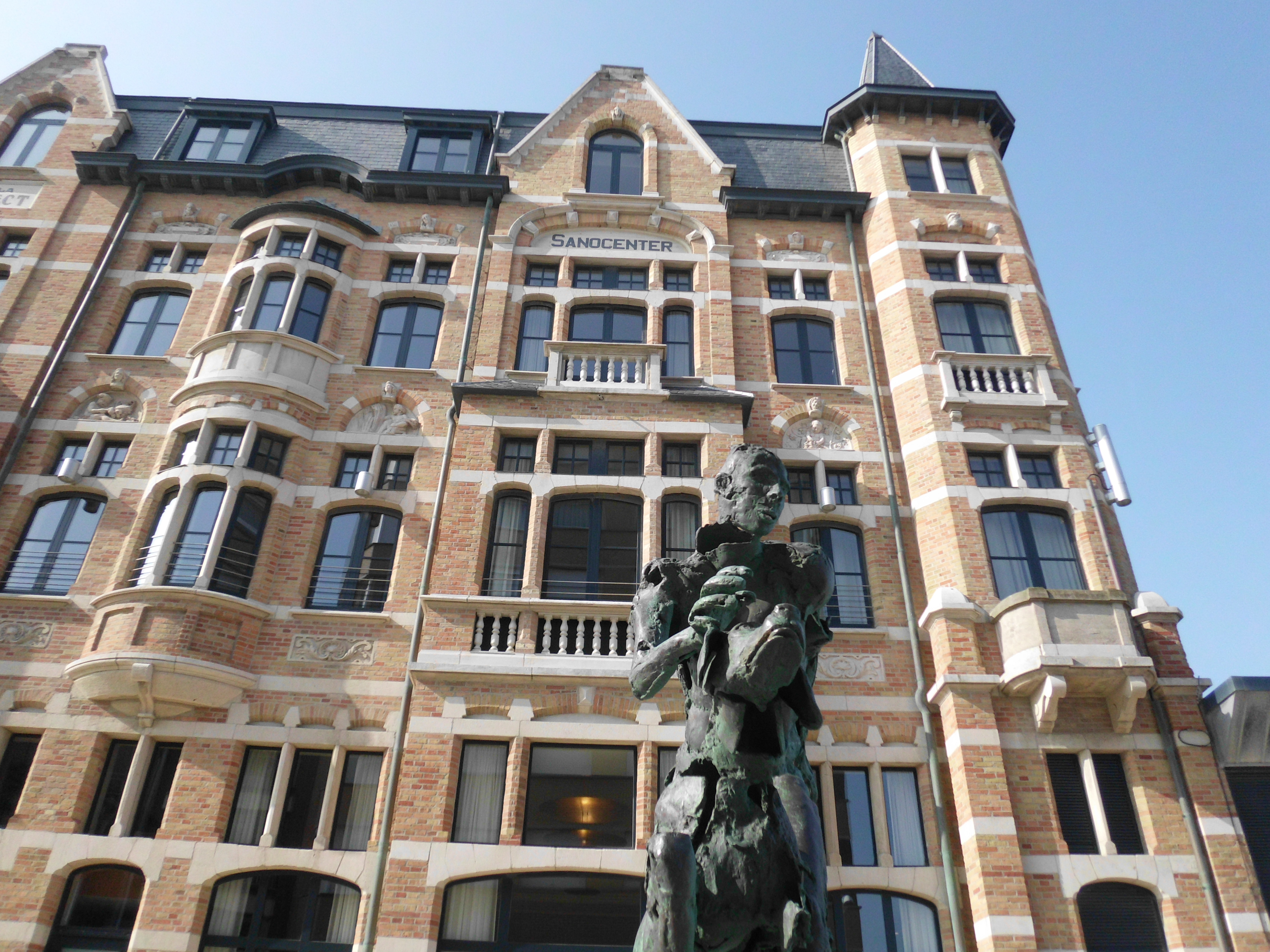
Hotel Villa Select 076

Hotel Villa Select is een hotel gelegen in de Belgische plaats De Panne, gelegen direct aan de kust met zeezicht, op de hoek Zeedijk-Walckierstraat. Het hotel is onderdeel van het bedrijf Donny Resorts.

## Geschiedenis

### 1911-1931
Het gebouw waar het hotel in is gehuisvest is in 1911 in neogotische stijl gebouwd waarbij de gevel werd opgesmukt met visserskopjes en in witsteen uitgebeelde taferelen betreffende de vier seizoenen. 
Tijdens de Eerste Wereldoorlog gebruikte het Belgische Leger het gebouw als onderkomen / ontspanningsruimte (waaronder een bioscoop in de kelders) voor soldaten die van het IJzerfront op verlof kwamen en het lag op een paar honderd meter van het Rode Kruishospital dat ingericht was in het Grand Hotel L'Océan.
Het gebouw werd na de Eerste Wereldoorlog volledig afgewerkt en de Brusselse familie Cancier openden in het gebouw een patisserie, genaamd St. Antoine.

### 1931–2003
In 1931 kreeg het gebouw een andere bestemming en startten Henri en Maria Demuysere een hotel in het pand, genaamd Hotel Villa Select. Vlak voor de Tweede Wereldoorlog logeerden in het hotel veel gevluchte Joodse families die De Panne als laatste halte hadden om uiteindelijk het Europese vasteland te ontvluchten via Duinkerke.
Tijdens de Tweede Wereldoorlog werd het hotel geconfisqueerd door de Duitsers en zij gebruikten het hotel als bakkerij. Bij de aanleg in 1942 van de Atlantikwall werden de ramen en deuren van het hotel, net als alle andere gebouwen op de zeedijk, dichtgemetseld.
Na de oorlog opende het hotel weer haar deuren en werd het uitgebaat door Lucien Pelfrène en Robert Leveque. De naam was toen Hotel Pension Select. Door een veranderende keuze van vakantiebestemmingen waarbij vooral gezinnen steeds meer voor appartementen kozen liep het aantal kamerboekingen eind jaren zestig fors terug. Een oud hotel renoveren en appartementen creëren, in combinatie met strengere veiligheidsnormen, zou forse investeringen vereisen en dat bleek geen optie. Het hotel sloot in 1971 haar deuren. Het gebouw kreeg opnieuw een andere bestemming en op de begane grond werd een lunapark gehuisvest.

### 2003-heden
In 2003 werd het gebouw gerenoveerd om omgebouwd tot een hotel annex kuuroord / sano-center , met hotelkamers en zwembad. 

## Architectuur
Het hotel is opgetrokken in de Neo-Vlaamse Renaissancestijl.